# Wólka Infułacka
Wólka Infułacka (także Folwark Poduchowny, Wólka Miejska) – dawna miejscowość, od 1973 w granicach Zamościu, w jego ekstremalnie północno-wschodniej części.
Wieś położona była między Majdanem a Szopinkiem, od torów przy obecnej ciepłowni ku północny, aż po Czarny Potok, a folwark przy obecnej ulicy Hrubieszowskiej.
Wólka Infułacka to dawny folwark kolegiacki z XVII wieku oraz wieś granicząca z Zamościem. W 1918 częściowo włączona do Majdanu (a wraz z nim do Zamościa). W XIX wieku znajdowały się tu koszary i kwatermistrzostwo, które w 1877 roku przebudowano na fabrykę zapałek. W 1877 powstał tu młyn, cegielnia i browar. Liczba mieszkańców Wólki Infułackiej wynosiła około 200 w końcu XIX wieku, kiedy to należała do Rosjanina Siergiejewa. Pożar w 1900 roku strawił 15 gospodarstw. W 1919 roku Wólkę, liczącą wówczas 127 morgów, nabyli Dziubowie i Jabłońscy od Lubowii Zacharowej. W latach 1920. widnieje na planach jako Wólka Miejska. 1938 została ponownie sprzedana.
9 grudnia 1973 pozostały obszar Wólki Infułackiej wyłączono z gminy Sitno i włączono do Zamościa.